# Ousmane Sarr
Chérif Ousmane Sarr (født 2. august 1986 i Fatick, Senegal) er en senegalesisk fodboldspiller, der senest spillede for Viborg FF.
Fra marts 2012 til august 2013 spillede Sarr i den danske klub Viborg FF, hvor han blandt andet var med til at sikre klubben oprykning fra 1. division til Superligaen. Han faldt dog aldrig til i Danmark, blandt andet på grund af mange skader, og fik efter gensidig aftale med klubben ophævet kontrakten den 31. august 2013 for at drage til Frankrig for at finde sig en ny klub.